# Top Gun Anthem
Top Gun Anthem je instrumentální rocková kompozice pro film Top Gun z roku 1986. Hudbu napsal Harold Faltermeyer. Steve Stevens hrál v nahrávce na kytaru. Píseň ve filmu Top Gun zazněla jako závěrečná píseň.

## Vznik skladby
Upravená verze této písně, bez elektrické kytary, zazněla v úvodní scéně, když byl F-14 Tomcat připraven vzlétnout z letadlové lodi. V okamžiku, kdy jsou motory F-14 na plném výkonu a letadlo bylo vypuštěno z katapultu, píseň plynule přechází do skladby „Danger Zone" od Kenny Logginse.
Skladba Top Gun Anthem získala v roce 1987 cenu Grammy za nejlepší instrumentální popové dílo. Ve videoklipu, který režíroval Dominic Sena, hraje Harold Faltermeyer na klavír a Steve Stevens na elektrickou kytaru. Záběr je natáčen v leteckém hangáru s letadlem v pozadí. Tento videoklip byl součásti sběratelské speciální DVD edice k filmu Top Gun.
Píseň složil skladatel Harold Faltermeyer, který nahrával část alba Whiplash Smile pro Billy Idola. Faltermeyer požádal Stevense, dlouholetého kytaristu Billyho Idola, aby spolu s ním tuto skladbu nahrál. K nahrání své části skladby použil Stevens kytaru Hamer SS a 100wattový zesilovač Marshall. Také použil malý pedál pro kytary Boss, aby umocnil tóny kytary.
Píseň byla jak na originálním albu Top Gun (soundtrack), tak i na dalších edicích (1999, 2006).

## Nahrání
- Harold Faltermeyer – klávesy, syntezátory, programování v LinnDrum[3]
- Steve Stevens – elektrická kytara

## Další použití
Top Gun Anthem bylo nahráno na varhanách jako úvodní píseň pro „Don't Need a Gun" během turné Whiplash Smile.Billy Idola.
Podobná melodie byla také součásti hry letového simulátoru F/A-18 Interceptor, na počítači Amiga 500, v roce 1988.
Rapper T.I. použil část kytarového riff pro svou píseň „Big Things Poppin'”.
V roce 2008, 3. července, společnost Activision nabídla k bezplatnému stažení „Top Gun Anthem", kterou Steve Ouimette navrhl pro platformu PlayStation 3 a pro Xbox 360 pak verzi Guitar Hero III: Legends of Rock.